# Almadenejos
Almadenejos es un municipio español de la provincia de Ciudad Real, en la comunidad autónoma de Castilla-La Mancha. Está situado al suroeste del Valle de Alcudia, cerca de Almadén, y en los límites de la provincia de Córdoba. 
Tiene una superficie de 102,88 km² con una población de 456 habitantes (INE 2015) y una densidad de 4,52 hab/km².
Se trata de una población minera desde antiguo. La explotación de los yacimientos de cinabrio en la comarca está documentada desde el siglo IV a. C. siendo mencionadas por el filósofo griego Teofrasto de Ereso, aunque ya existían con anterioridad. Las minas continuaron explotándose durante la época romana, permaneciendo en actividad hasta el ocaso del imperio. Posteriormente, con los árabes, se reinició la extracción, que continuaría hasta el siglo XX.
En la actualidad, aún existen interesantes restos de arquitectura industrial minera, como el baritel de la mina de la Concepción (también conocido como baritel de San Carlos), así como antiguos hornos de fundición.
Por otra parte, se conserva también la muralla del siglo XVIII que rodeaba totalmente esta población. Contaba con cuatro puertas de acceso, habiendo llegado a nuestros días únicamente la de Almadén, recientemente restaurada.

## Demografía
Almadenejos cuenta con una población de 393 habitantes (INE 2024).
| Gráfica de evolución demográfica de Almadenejos entre 1842 y 2021                                                                                                |
| |
| Población de derecho según los censos de población del INE Población de hecho según los censos de población del INEEn este censo por error dice: "Almagro": 1842 |

| 683           | 601 | 573 | 490 | 483 | 456 |
| (Fuente: INE) |     |     |     |     |     |

## Historia
Almadenejos se sitúa en la ruta de la antigua calzada romana que unía Chillón con Fontanosas y todo parece indicar que las primitivas labores romanas de explotación minera se encuentran en las cercanías de Almadenejos.
La población de Almadenejos debe su origen al descubrimiento y explotación de un yacimiento conocido como la mina de la Concepción Vieja, a finales del siglo XVII, que generó la creación de unas chozas donde se resguardaban los trabajadores. Con la posterior regularización de las faenas mineras, el Estado construyó almacenes y oficinas, alrededor de las que se edificaron las casas sin ninguna planificación urbanística.
Por estas fechas también se edificó el Hospital de Mineros, situado en la actual plaza de la Constitución.
En 1779 se descubrieron indicios de mineralizaciones en el cerro de Gilobreros, en la Dehesa de Castilseras, lo que dio lugar a la explotación de un nuevo yacimiento, llamado la Mina de la Concepción de Gilobreros o la Nueva Concepción. A partir de 1780 se empezó a trabajar en ella. Desde entonces y hasta mediados del siglo XIX, esta mina estuvo en funcionamiento.
Finalmente, en 1800, la Vieja Concepción se abandonó la mina debido a su esterilidad y excesiva profundidad.
Al sudeste de Almadenejos también se descubrieron las minas del Entredicho y de Valdeazogues, entre los años 1774 y 1775, aunque actualmente ambas se conocen como El Entredicho. La explotación de estos yacimientos evitó, tras el cierre de la Vieja Concepción, el traslado de los trabajadores a Almadén y la ruina de los edificios construidos en Almadenejos (el cerco de buitrones, el hospital, etc.). 
Las minas del departamento de Almadenejos estuvieron siempre bajo la dirección del Establecimiento Minero de Almadén y desde 1802 sus trabajos técnicos fueron dirigidos por alumnos de la Academia de Minas de Almadén. 
Almadenejos perteneció a Almadén hasta 1836.

## Turismo

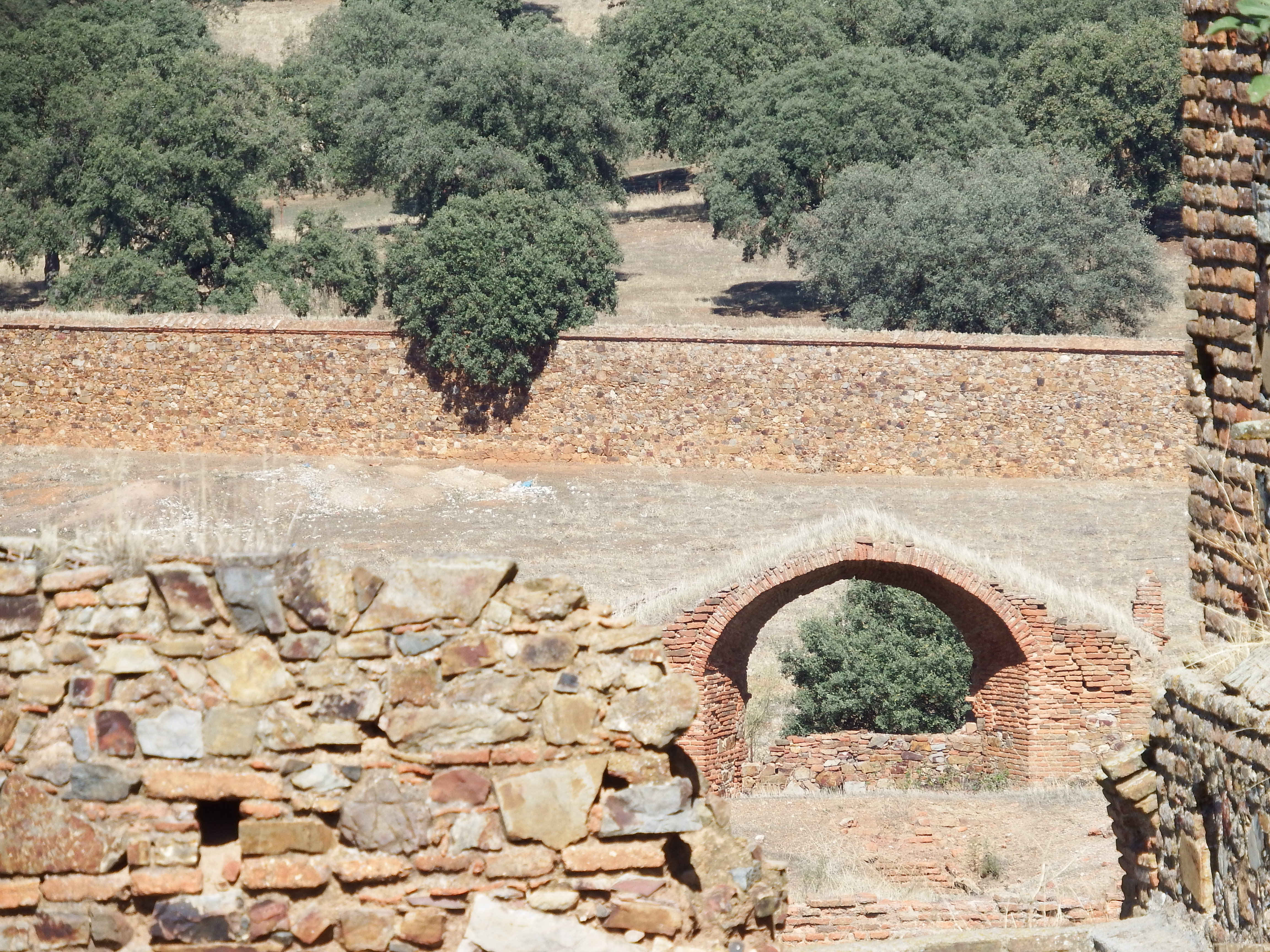
Cerco de Buitrones. Al fondo, muralla de Almadenejos.
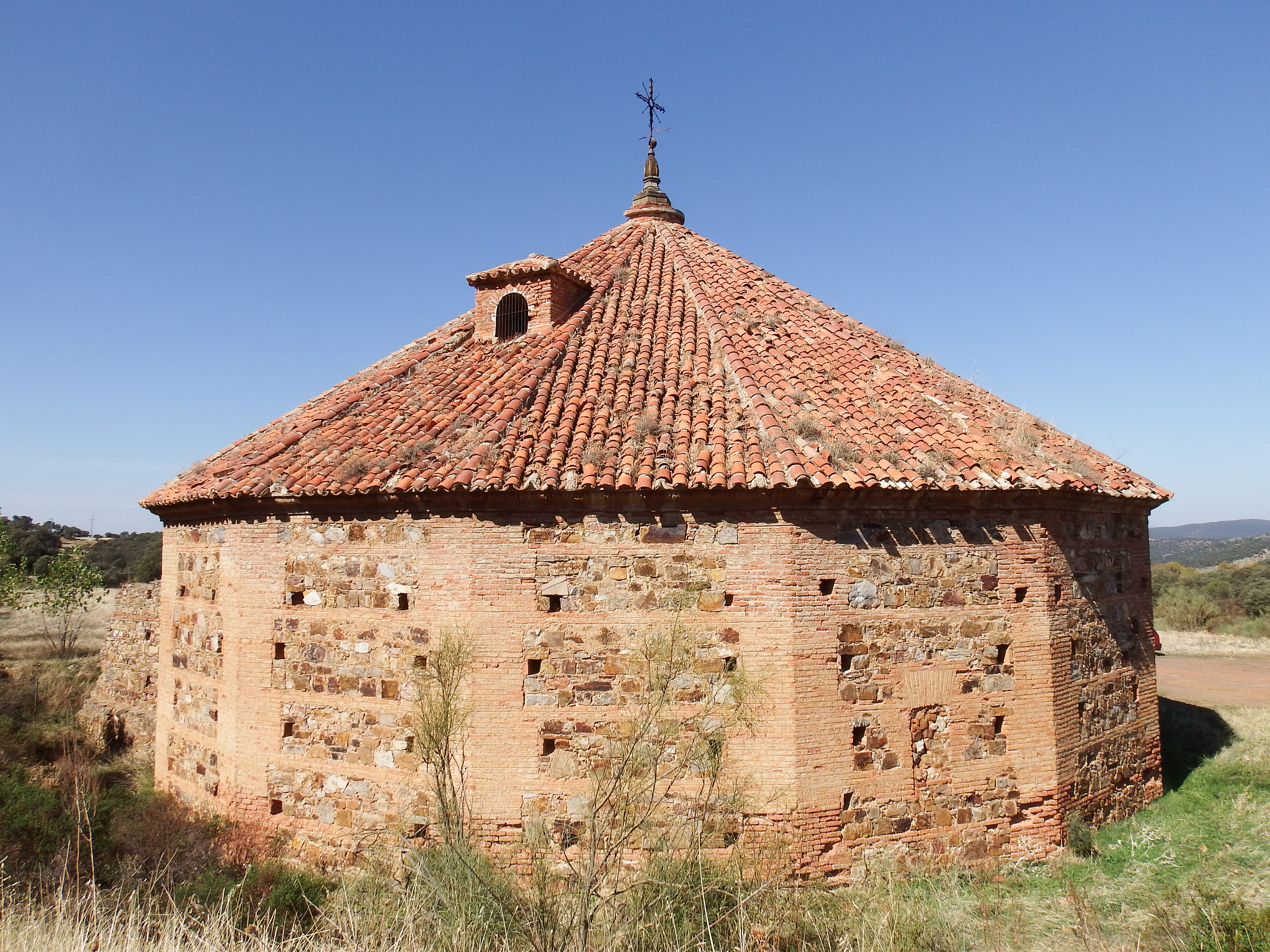
Baritel de San Carlos
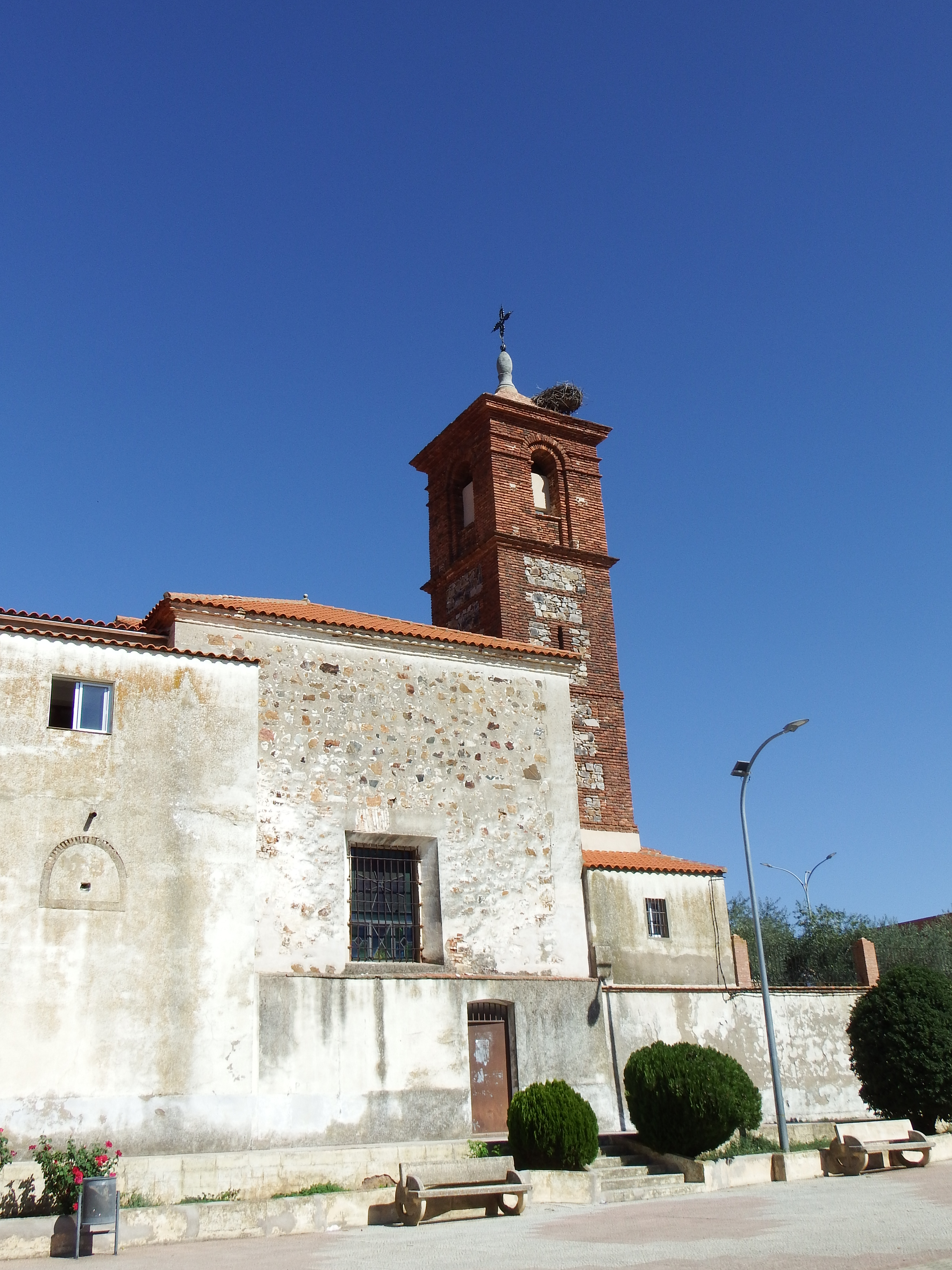
Iglesia de la Inmaculada
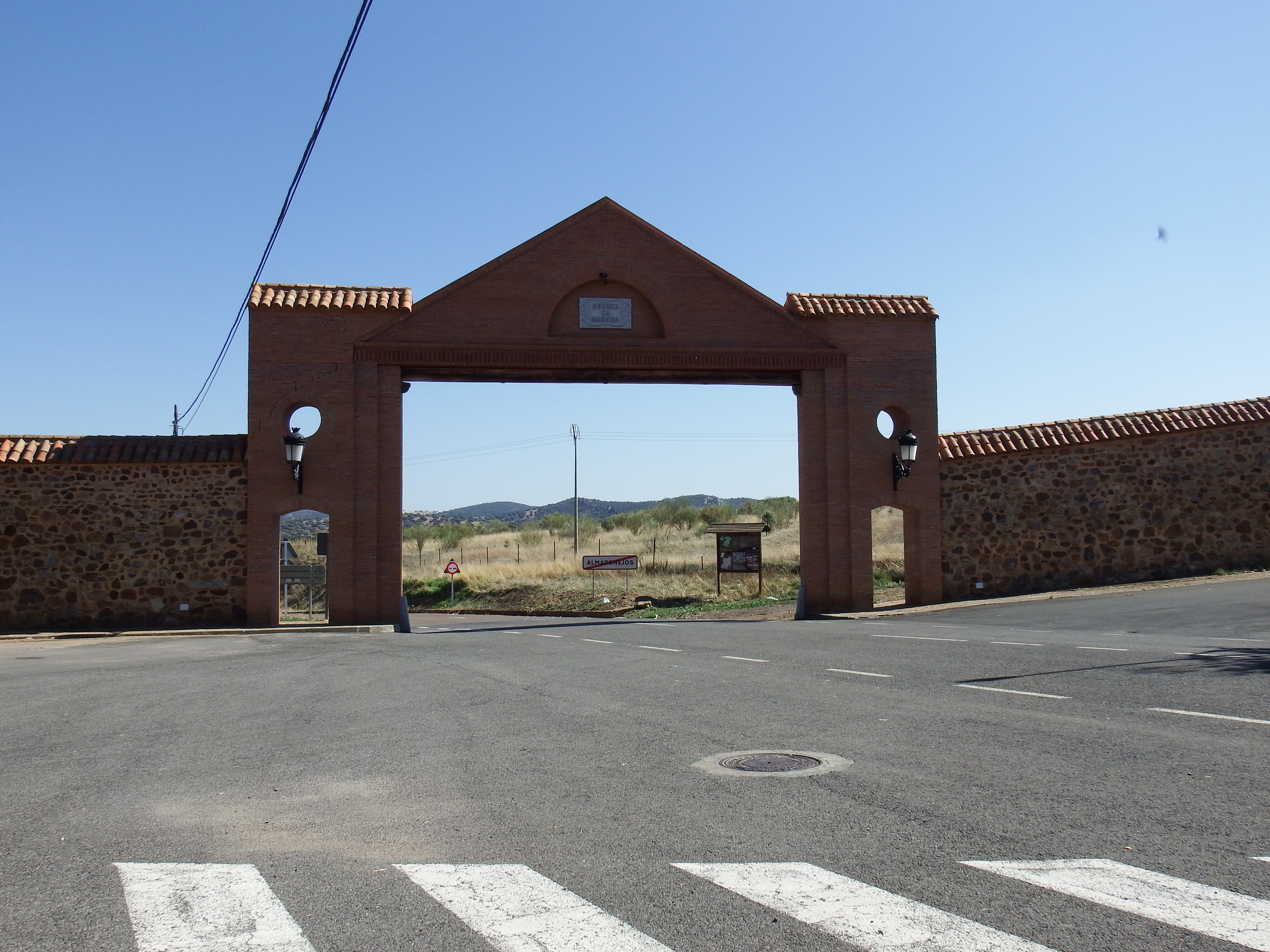
Puerta de la Mancha
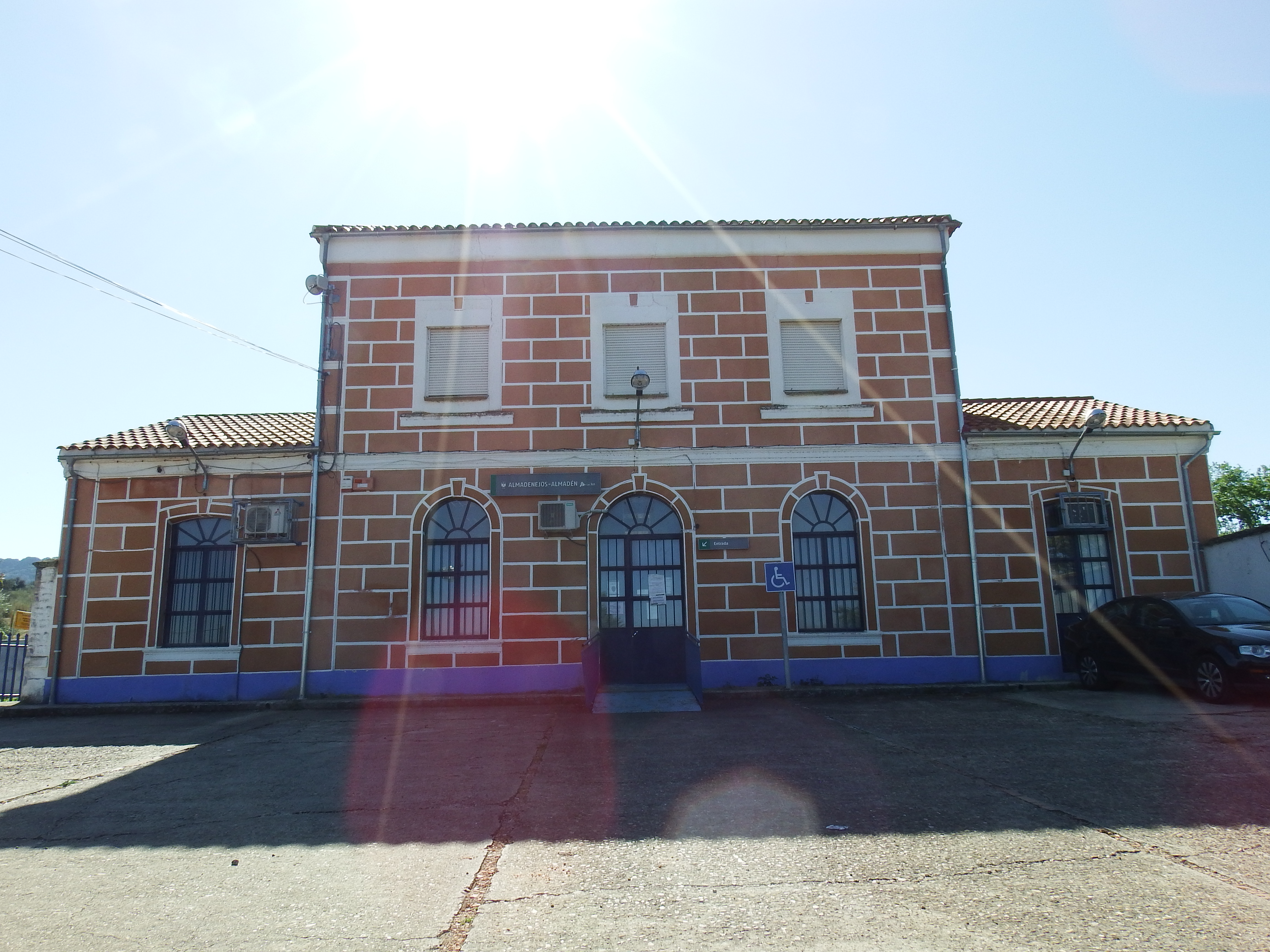
Estación

### Monumentos y lugares de interés
- Mina de La Concepción
- Buitrones y hornos de mercurio (Cerco de Buitrones)
- Baritel de San Carlos, notable ejemplo de arqueología industrial. En el siglo XVIII cuando se realizó su construcción albergaba un malacabe que tirado por mulas permitía subir y bajar el minerales, materiales y mineros a través del Pozo de San Carlos de la Mina de la Concepción Nueva. El edificio tiene forma poligonal de 16 lados iguales, y circular en el interior, con 17 metros de diámetro. Puede visualizarse una recreación virtual https://sketchfab.com/models/71118cbbc87d4924821374eeb9474ce7
- Fuente de Peñaroya

## Fiestas
- Santísima Virgen del Rosario: primer domingo de octubre.
- Fiesta del emigrante: primeros de agosto.

## Personas destacadas
- Fernando Lozano Montes (1844-1935), periodista y librepensador del siglo XIX, creador del periódico Las Dominicales del Libre Pensamiento.
- Leoncio Francisco Gallego (1827-1886), veterinario, traductor y periodista del siglo XIX.
- Ana María Vigara Tauste (1955-2012), lingüista y filóloga.